# Joanna Moraczewska
Joanna Moraczewska – polska biochemik, doktor habilitowany nauk biologicznych, profesor i dyrektor Instytutu Biologii Eksperymentalnej Wydziału Nauk Przyrodniczych  Uniwersytetu Kazimierza Wielkiego w Bydgoszczy.

## Życiorys
W 1987 ukończyła studia biologiczne na Uniwersytecie Warszawskim, natomiast 29 kwietnia 1994 obroniła pracę doktorską Zależne od nukleotydu i dwuwartościowego kationu zmiany konformacyjne w cząsteczce G-aktyny i ich rola w polimeryzacji tego białka, 14 listopada 2008 habilitowała się na podstawie pracy zatytułowanej Biologiczne znaczenie zmienności strukturalnej aktyny i tropomiozyny-białek filamentu cienkiego. 30 lipca 2018 nadano jej tytuł profesora w zakresie nauk biologicznych.
Objęła funkcję dyrektora w Instytucie Biologii Eksperymentalnej na Wydziale Nauk Przyrodniczych Uniwersytetu Kazimierza Wielkiego w Bydgoszczy. Wchodzi w skład Komitetu Biologii Molekularnej Komórki II Wydziału Nauk Biologicznych i Rolniczych Polskiej Akademii Nauk, a także jest członkiem zarządu Polskiego Towarzystwa Biochemicznego.
Piastowała stanowisko prodziekana Wydziału Nauk Przyrodniczych Uniwersytetu Kazimierza Wielkiego w Bydgoszczy.

## Publikacje
- 2000: Proteolytic cleavage of actin within the DNase-I-binding loop changes the conformation of F-actin and its sensitivity to myosin binding[1]
- 2009: Differential binding of tropomyosin isoforms to actin modified with m-maleimidobenzoyl-N-hydroxysuccinimide ester and fluorescein-5-isothiocyanate[1]
- 2009: Differential binding of tropomyosin isoforms to actin modified with[1]
- 2016: Tropomyosin isoforms differentially modulate the regulation of actin filament polymerization and depolymerization by cofilins[1]
- 2017: Kofilina - białko kontrolujące dynamikę filamentów aktynowych[1]